# All Music
Ne doit pas être confondu avec AllMusic.
All Music était le nouveau nom commercial, depuis le 3 octobre 2005 de Rete A une télévision italienne, destinée à un public jeune et récemment acquise par le Gruppo Editoriale L'Espresso.
Elle cesse d'émettre le 19 octobre 2009 pour être remplacée le 9 novembre 2009 par une autre chaîne du même groupe, produite par Elemedia SpA, Deejay Tv.